# Dzsungel Jack
A Dzsungel Jack, Duna szinkronban: Dzsungel Hugó (eredeti cím: Jungledyret) 1993-ban bemutatott dán rajzfilm, amelyet Stefan Fjeldmark és Flemming Quist Møller rendezett. Az animációs játékfilm producerei Eve Chilton, Per Holst, Anders Mastrup és Kathleen S. Faherty. A forgatókönyvet Flemming Quist Møller írta, a zenéjét Anders Koppel és Hans-Henrik Ley szerezte.
Az A. Film és a Per Holst Filmproduktion gyártásában készült, az Egmont Film forgalmazásában jelent meg. Dániában 1993. december 10-én mutatták be a mozikban, Magyarországon két szinkron változat is készült belőle, amelyekből az elsőt 1995. május 5-én adták ki VHS-en, a másodikat 1999. április 1-jén a Duna TV-n vetítették le a televízióban. A Premier International által készített szinkronnal 2007. február 1-jén DVD-is kiadták.

## Szereplők
| Szereplő                   | Eredeti hang          | Magyar hang                           | Magyar hang                        |
| Szereplő                   | Eredeti hang          | 1. magyar változat (Premier, 1995)    | 2. magyar változat (Duna TV, 1999) |
| -------------------------- | --------------------- | ------------------------------------- | ---------------------------------- |
| Dzsungel Jack              | Jesper Klein          | Szűcs Sándor                          | N/A                                |
| Lecsó Charlie              | Jesper Klein          | Uri István Várkonyi András (ének)     | N/A                                |
| Rita (róka)                | Kaya Brüel            | Biró Anikó                            | N/A                                |
| Isabella                   | Jytte Abildstrøm      | Halász Aranka                         | N/A                                |
| Conrad                     | Flemming Quist Møller | Szabó Ottó                            | N/A                                |
| Rita anyja                 | Helle Ryslinge        | Román Judit                           | N/A                                |
| Sabrina Sandhurst (uszkár) | Anne Marie Helger     | Andai Kati                            | N/A                                |
| Zik (majom)                | Søs Egelind           | Holl Nándor                           | N/A                                |
| Zak (majom)                | Søs Egelind           | F. Nagy Zoltán Fekete Zoltán (ének)   | N/A                                |
| Iztintatel (indián)        | N/A                   | saját hangján                         | saját hangján                      |
| Patkányok                  | N/A                   | Dimulász Miklós Ráckevei Anna         | N/A                                |
| Macskák                    | N/A                   | Bácskai János Egri Márta Zágoni Zsolt | N/A                                |
| Oroszlán                   | N/A                   | Kardos Gábor                          | N/A                                |
| Boa                        | N/A                   | Imre István                           | N/A                                |

## Betétdalok
| Magyar        | Magyar                                 | Dán             | Dán                 |
| Dal           | Előadó                                 | Dal             | Előadó              |
| ------------- | -------------------------------------- | --------------- | ------------------- |
| Wulle Wap dal | Szűcs Sándor Fekete Zoltán Holl Nándor | Wulle Wap Sang  | Mek Pek Sos Egelind |
| Charlie dala  | Várkonyi András                        | DelleKaj's Sang | Jesper Klein        |
| Gördeszka dal | Szűcs Sándor Biró Anikó                | Skateboard Sang | Mek Pek Kaya Brüel  |

## Televíziós megjelenések
HBO (1. szinkron), Duna TV (2. szinkron) 